# Turgescence jugulaire

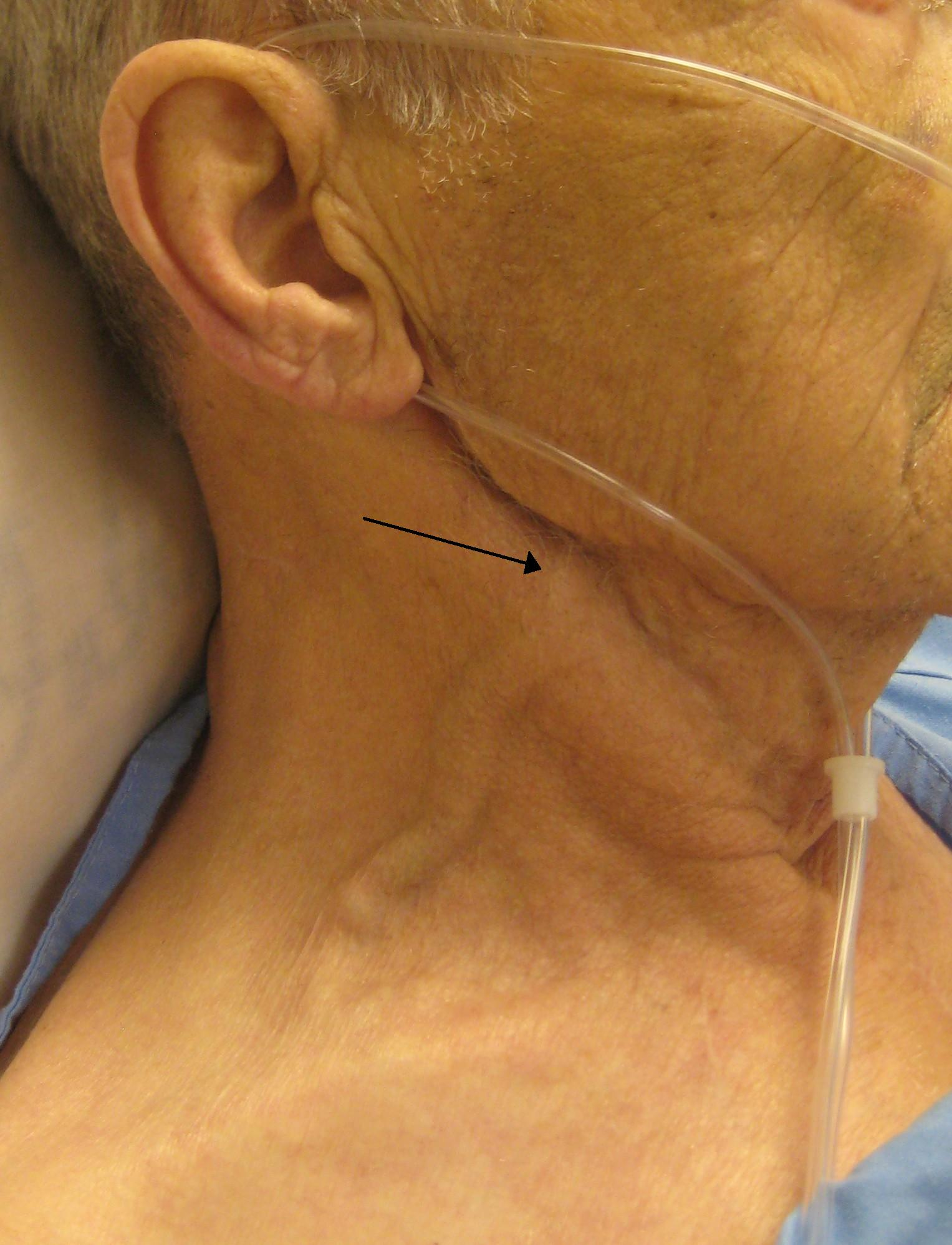
Une turgescence jugulaire chez un patient avec une insuffisance cardiaque droite.

La turgescence jugulaire en médecine est un signe clinique qui se traduit par un gonflement visible à l'inspection de la veine jugulaire externe au niveau du cou. On inspectera plus généralement la veine jugulaire droite se situant à la verticale de la veine cave. Elle témoigne d'une stagnation du sang veineux dans les gros vaisseaux, causée généralement par une insuffisance cardiaque droite : le cœur droit[Quoi ?] n'arrive plus à expulser efficacement le sang vers la circulation pulmonaire.
Elle peut être présente en cas :
- d'insuffisance cardiaque droite;
- d'une péricardite constrictive;
- d'un épanchement péricardique abondant.